# Majornas Biograf-Teater
Majornas Biograf-Teater (Majornas Bio) var en biograf vid Stigbergstorget 8 i Göteborg. Den öppnade 28 november 1916 och stängde 24 oktober 1937. Biografen hade öppnat under namnet Maxim-Biografen redan 30 november 1915. Man tyckte det dock var bäst att byta namn när en andra Maxim öppnade på Östra Hamngatan.